# 恩內特巴登

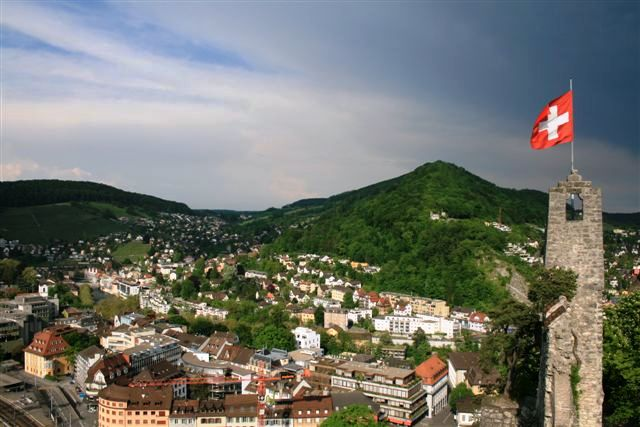

恩內特巴登是瑞士的城鎮，位於該國北部，由阿爾高州負責管轄，面積2.11平方公里，海拔高度360米，2012年人口3,118，四成人口信奉羅馬天主教，人口密度每平方公里1478人。